# Meliosma laxiflora
Meliosma laxiflora är en tvåhjärtbladig växtart som beskrevs av J.F.Morales. Meliosma laxiflora ingår i släktet Meliosma och familjen Sabiaceae. Inga underarter finns listade.